# 더 넌 2
《더 넌 2》(영어: The Nun 2)는 2023년 개봉한 미국의 고딕 초자연 공포 영화이다. 마이클 차베스가 감독을 맡고, 타이사 파미가, 조나스 블로케, 스톰 리드, 보니 에런스 등이 출연하였다. 컨저링 유니버스 여덟 번째 작품이며, 2018년 영화 《더 넌》의 속편이다.
미국에서 2023년 9월 8일 워너 브라더스 픽처스를 통해 개봉하였다. 대한민국에서는 2023년 9월 27일에 개봉되었다.

## 줄거리
전편으로부터 4년이 지난 1956년. 아이린 수녀는 이탈리아 수녀원에서 조용히 지내고 있으며, "프렌치" 모리스는 프랑스 기숙학교에서 일하며 아일랜드 학생 소피, 교사 어머니 케이트와 알게 된다.
프랑스 타라스콩 성당에서 누아레 신부가 공중으로 끌어올려져 불타 죽는다. 추기경은 아이린 수녀에게 악마 발라크가 유럽에서 일으키고 있는 일련의 사망 사건을 조사해달라고 요청한다. 전편에서 함께 했던 버크 신부는 콜레라로 사망한 상태. 파견을 수락한 아이린은 견습 수녀 데브라와 함께 타라스콩으로 향한다.
한편 같은 학교 재학생들은 소피를 비신성화 되어 봉인된 예배당에 데려간다. 학생들은 이곳 스테인드 글라스의 염소는 악마이며 햇빛이 스테인드 글라스를 통과하면 염소의 눈이 붉게 빛나고 눈이 마주치게 되는데, 이때 염소에게서 눈을 돌리면 악마가 염소 형상으로 실체화한다고 겁을 준다. 곧 학생들이 괴롭힐 목적에서 이 안에 소피를 가둬놓지만 모리스가 꺼내준다.

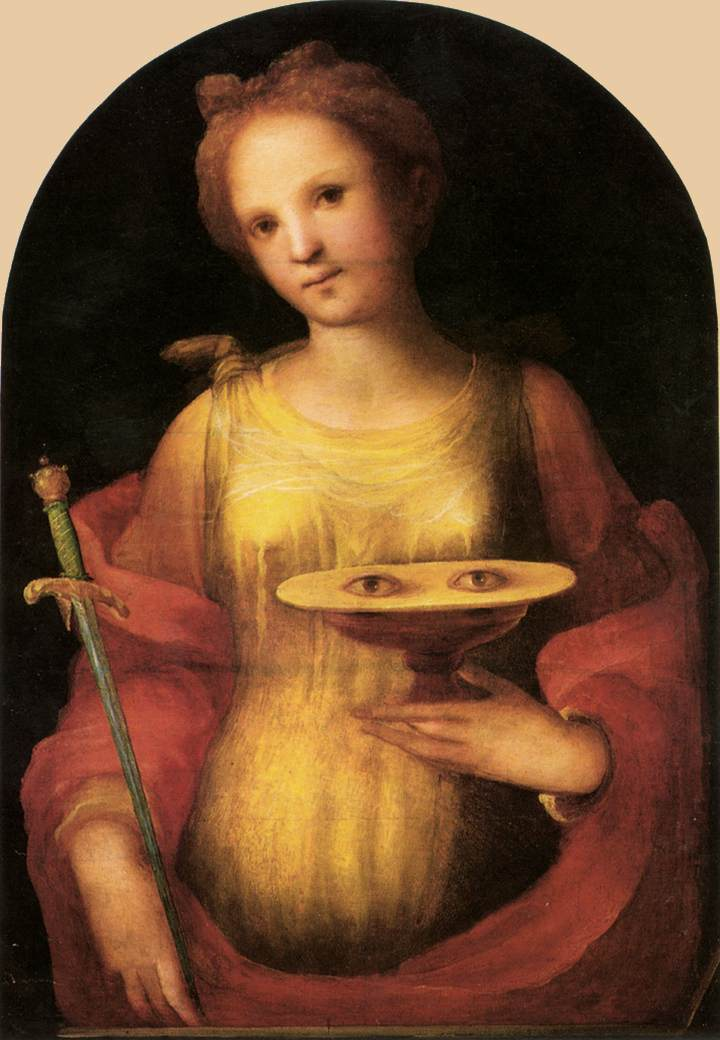
영화 속에 등장하는 도메니코 베카푸미의 성녀 루치아 초상

아이린과 데브라는 아비뇽 교황궁을 찾는다. 사서는 발라크가 신에게 거부 당해 신성한 힘을 잃은 천사이며, 누아레 신부가 몸에 지녔던 묵주에 새겨진 상징은 성녀 루치아의 가문 문장이라고 알려준다. 이교도들이 루치아 몸에 불을 질렀으나 기적이 일어나 타지 않았고, 피살 전 도려내진 눈알은 가족들이 회수했는데, 발라크는 성녀 루치아에게 부여됐던 신성한 힘을 갈취하기 위해 강력한 성유물이 된 이 눈알을 찾는 과정에서 루치아의 후손들을 죽이는 중이었다. 이 성유물은 이후 한 프랑스 사제가 수도원 땅속에 묻어 숨겼는데, 이 공간은 포도주 양조장이 되었다가 다시 모리스가 근무 중인 기숙 학교로 변모했던 것이다.
모리스는 결국 발라크에게 완전히 빙의되고 만다. 아이린, 데브라, 소피는 예배당 스테인드 글라스 염소를 손전등으로 비춰 붉은 빛을 유도하고 이 붉은 빛을 레이저 포인터처럼 사용하여 루치아의 눈알이 묻힌 곳을 찾는다. 소문대로 스테인드 글라스 염소는 실물로 현신해 학생들을 공격하고, 모리스는 아이린, 데브라, 소피를 쫓는다. 아이린은 성유물로 모리스를 물리치려 하지만 모리스는 성유물을 움켜쥐어 발라크가 나타나게 한다.
발라크는 누아레 신부 때처럼 아이린을 공중으로 들어올려 불을 지르지만 기적이 일어나 아이린은 불타지 않는다. 알고 보니 아이린은 루치아의 후손이었으며, 따라서 성유물에 깃든 힘을 온전히 동원할 수 있는 존재였다. 아이린과 데브라가 함께 성찬 제정의 말씀(Einsetzungsworte)을 읊자 방에 있던 오래된 통 속 포도주가 그리스도의 피로 변해 터져나와 발라크를 불태우고 모리스의 빙의를 푼다.
그러나 아이린 수녀는 소피, 케이트와 학교 안으로 걸어들어가는 모리스를 불안하게 지켜본다.

## 출연
- 타이사 파미가 - 아이린 수녀 역
- 조나스 블로케 - "프렌치" 모리스 역
- 스톰 리드 - 데브라 역
- 애나 포플웰 - 케이트 역
- 보니 에런스 - 악마 수녀 (발라크) 역
- 케이틀린 로즈 다우니 - 소피 역
- 케이트 콜브룩 - 아이린의 엄마 / 루치아 역